# Garigliano
Garigliano este un râu din Italia centrală.
El formează confluența dintre râurile Gari (cunoscut și ca Rapido) și Liri. Astfel, numele de Garigliano constituie o deformare a „Gari-Lirano”. În antichitate, întregul curs al Liri și Gagliano era cunoscut ca Liris.
Pe cea mai mare parte a lungimii sale de 40 km, Garigliano marchează limita dintre regiunile italiene Lazio și Campania. În Evul Mediu, râul (cunoscut sub numele de Verde) a constituit multă vreme granițele sudice ale Statului papal.
În anul 915, în această regiune s-a dat o bătălie între o coaliție creștină constituită din papa Ioan al X-lea, bizantini, longobarzii din sudul Italiei pe de o parte, și sarazini pe de alta, încheiată cu alungarea celor din urmă.